# Chytriomyces elegans
Chytriomyces elegans är en svampart som först beskrevs av Ingold, och fick sitt nu gällande namn av Dogma 1976. Chytriomyces elegans ingår i släktet Chytriomyces och familjen Chytridiaceae.   Inga underarter finns listade i Catalogue of Life.